# 65-я гвардейская танковая бригада
65-я гвардейская танковая Севско-Померанская ордена Ленина дважды Краснознамённая орденов Суворова, Кутузова и Богдана Хмельницкого бригада — танковая бригада Красной армии в Великой Отечественной войне.

## История
Свою историю ведёт от сформированной в г. Вологда в марте 1942 года 103-й танковой Севской Краснознамённой орденов Кутузова и Богдана Хмельницкого бригады.
За умелое выполнение боевых задач в боях с немецко-фашистскими захватчиками и проявленные личным составом стойкость, решительность, дисциплину и организованность удостоена гвардейского звания и преобразована в 65-ю гвардейскую танковую бригаду (1 декабря 1944 года) на основании Приказа НКО № 0376 от 20.11.1944 г.
В январе—марте 1945 года она участвовала в Варшавско-Познанской и Восточно-Померанской наступательных операциях. Стремительные действия её воинов вместе с другими соединениями 2-й гвардейской танковой армией в обход варшавской группировки с Запада способствовали овладению войсками 1-й армии Войска Польского, 47-й и 61-й армий столицей Польши — Варшавой (17 января), за что бригада награждена орденом Ленина (19 февраля 1945 года).
За отличия в ходе боевых действий в Восточной Померании она была удостоена почётного наименования Померанской (5 апреля) и награждена орденом Суворова 2-й степени (26 апреля 1945 года).
Боевой путь завершила в Берлинской наступательной операции.
За образцовое выполнение боевых задач, отвагу и мужество личного состава награждена вторым орденом Красного Знамени (11 июня 1945 года).
Согласно приказу НКО от 10 июня 1945 года № 0013 бригада переформирована в 65-й гвардейский танковый полк 9-й гв. тд позднее 16-й гвардейской танковой дивизии.

## Состав
- Управление бригады (штат № 010/500)
- 1-й отд. танковый батальон (штат № 010/501)
- 2-й отд. танковый батальон (штат № 010/501)
- 3-й отд. танковый батальон (штат № 010/501)
- Моторизованный батальон автоматчиков (штат № 010/502)
- Артиллерийский дивизион
- Зенитно-пулемётная рота (штат № 010/503)
- Рота управления (штат № 010/504)
- Рота технического обеспечения (штат № 010/505)
- Медсанвзвод (штат № 010/506)

## Подчинение
Периоды вхождения в состав Действующей армии с 20.11.1944 по 9.5.1945
- Входила в состав 9-го гвардейского танкового корпуса.

## Командование

### Командиры бригады
- 20.11.1944 — 12.05.1945 Потапов, Иван Тимофеевич, полковник
- 13.05.1945 — 10.07.1945 Павловский, Григорий Тимофеевич, подполковник
- 07.1945 — июль 1952 Бачакашвили, Иосиф Давидович, полковник[2].

### Начальники штаба бригады
- 20.11.1944 — 10.03.1945 Клименко, Михаил Фёдорович, подполковник
- Заместитель командира бригады по технической части

### Начальник политотдела
(с июня 1943 г. он же заместитель командира по политической части)
- 20.11.1944 — 16.07.1945 Сергеев Борис Александрович, подполковник

## Отличившиеся воины
За ратные подвиги в годы войны свыше 3 тысяч воинов бригады награждены орденами и медалями, а 10 из них присвоено звание Героя Советского Союза.
| Награда | Ф. И.О                            | Звание            | Должность                                                    | Дата награждения     | Примечания                     |
| ------- | --------------------------------- | ----------------- | ------------------------------------------------------------ | -------------------- | ------------------------------ |
|         | Беспалов, Иван Антонович          | гвардии капитан   | заместитель командира моторизованного батальона автоматчиков | 31 мая 1945 года     |                                |
|         | Касаткин, Николай Яковлевич       | гвардии лейтенант | командир взвода автоматчиков                                 | 24 марта 1945 года   | Умер от ран 27 марта 1945 года |
|         | Лызин, Василий Петрович           | гвардии капитан   | командир 1-го танкового батальона                            | 31 мая 1945 года     |                                |
|         | Нуждов, Николай Ильич             | гвардии старшина  | механик-водитель Т-34 2-го танкового батальона               | 31 мая 1945 года     |                                |
|         | Поддавашкин, Александр Васильевич | гвардии лейтенант | командир танковой роты 3-го танкового батальона              | 31 мая 1945 года     |                                |
|         | Стефанчиков, Николай Андреевич    | гвардии майор     | командир 2-го танкового батальона                            | 27 февраля 1945 года |                                |

## Награды и наименования
| Награда, наименование                 | Дата                 | За что получена |
| ------------------------------------- | -------------------- | --- |
| Почётное наименование «Севская»       | 31 августа 1943 года | Почётное наименование присвоено в ознаменование одержанной победы и отличие в боях под Севском. Приказ Верховного Главнокомандующего от 31 августа 1943 года. По преемственности от 103 тбр. |
| Орден Красного Знамени                | 19 марта 1944 года   | За образцовое выполнение заданий командования в боях с немецкими захватчиками, за освобождение города Умани и проявленные при этом доблесть и мужество. Указ Президиума Верховного Совета СССР от 19 марта 1944 года. По преемственности от 103 тбр.                                                       |
| Орден Богдана Хмельницкого II степени | 8 апреля 1944 года   | За образцовое выполнение заданий командования при форсировании Днестра, овладении городом и важным железнодорожным узлом Бельцы, выход на государственную границу и проявленные при этом доблесть и мужество. Указ Президиума Верховного Совета СССР от 8 апреля 1944 года. По преемственности от 103 тбр. |
| Орден Кутузова II степени             | 9 августа 1944 года. | За образцовое выполнение боевых заданий командования на фронте борьбы с немецкими захватчиками, за овладение городом Демблин и проявленные при этом доблесть и мужество. Указ Президиума Верховного Совета СССР от 9 августа 1944 года. По преемственности от 103 тбр.                                     |
| Почётное звание Гвардейская           | 1 декабря 1944       | За отважные и умелые действия личного состава в боях с немецкими захватчиками. |
| Орден Ленина                          | 19 февраля 1945 года | За образцовое выполнение заданий командования в боях с немецкими захватчиками, за овладение городом Варшава и проявленные при этом доблесть и мужество. Указ Президиума Верховного Совета СССР от 19 февраля 1945 года.                                                                                    |
| Почётное наименование «Померанская»   | 26 апреля 1945 года  | Почётное наименование присвоено в ознаменование одержанной победы и за отличие в боях при вторжении в пределы немецкой Померании 29 января 1945 года. Приказ Верховного Главнокомандующего от 5 апреля 1945 года № 057.                                                                                    |
| Орден Суворова II степени             | 26 апреля 1945       | За образцовое выполнение заданий командования в боях с немецкими захватчиками при овладении городами Штаргард, Наугард, Польцин и проявленные при этом доблесть и мужество. Указ Президиума Верховного Совета СССР от 26 апреля 1945 года.                                                                 |
| Орден Красного Знамени                | 11 июня 1945 года    | За образцовое выполнение заданий командования в боях с немецкими захватчиками при овладении столицей Германии городом Берлин и проявленные при этом доблесть и мужество. Указ Президиума Верховного Совета СССР от 11 июня 1945 года.                                                                      |

Личный состав бригады удостаивался благодарностей Верховного Главнокомандующего Вооружёнными Силами СССР 11 раз.